# Zadnja avantura (album)
Zadnja avantura je prvi studijski album skupine September. Album je bil posnet februarja 1976 v studiu Akademik, v Ljubljani in izdan leta 1976 pri založbi PGP RTB. Glasba in besedila za vse skladbe so delo Janeza Bončine Benča, razen besedilo pri skladbi »Ostavi trag« je delo Dada Topića, aranžmaji pa so delo skupine.
Leta 2008 je album izšel na zgoščenki. Poleg skladb z albuma, vsebuje zgoščenka še tri bonus skladbe: »Prle upeco ribu«, »Ljubav je prava stvar« in živo verzijo skladbe »Noč kradljivaca«, ki jo je skupina posnela na BOOM Festivalu, 11. in 12. junija 1976 v Hali Pionir v Beogradu in je izšla na kompilacijskem albumu festivala BOOM '76.

## Sprejem
Recenzor portala Progarchives, Sead S. Fetahagić, je v retrospektivni recenziji zapisal: »To je v bistvu čisti dragulj jugoslovanskega jazz fusiona, ki mu je manjkalo popularnosti, ker album ne vsebuje ene hit skladbe, ki bi pritegnila pozornost širše publike. To je verjetno prvi celotni fusion album v nekdanji Jugoslaviji, ki se ni zanašal na blues/R&B korenine. Ugrinova električna violina igra dominantno vlogo na albumu, ritem sekcija je čvrsta in igra na jazzovski način, Asanović pa s klaviaturami poudarja pomembne prehode, posebno s svojim tradicionalnim Hammond zvokom. Bončina igra kitaro, ki ni zmeraj prisotna, v tistih nekaj trenutkih pa se odlično prilagaja kompoziciji. Zvok je čez cel album enoten brez ene izstopajoče skladbe, kar daje občutek spretno razvitega koncepta albuma.«

## Seznam skladb
Vse skladbe je napisal Janez Bončina, razen kjer je posebej napisano. Vsi aranžmaji so delo skupine.

### LP plošča (1976)
| A stran | A stran              | A stran |
| Št.     | Naslov               | Dolžina |
| ------- | -------------------- | ------- |
| 1.      | „Vrijeme gospodar‟   | 4:48    |
| 2.      | „Život nema pravila‟ | 3:47    |
| 3.      | „Potop‟              | 4:15    |
| 4.      | „Noč kradljivaca‟    | 4:12    |

| B stran | B stran           | B stran                  | B stran |
| Št.     | Naslov            | Pisec                    | Dolžina |
| ------- | ----------------- | ------------------------ | ------- |
| 1.      | „Zadnja avantura‟ |                          | 6:37    |
| 2.      | „Ostavi trag‟     | Janez Bončina/Dado Topić | 4:05    |
| 3.      | „Kanin‟           |                          | 4:10    |

### Ponovna izdaja (2008)
| Št. | Naslov               | Pisec                    | Dolžina |
| --- | -------------------- | ------------------------ | ------- |
| 1.  | „Vrijeme gospodar‟   |                          | 4:49    |
| 2.  | „Život nema pravila‟ |                          | 3:48    |
| 3.  | „Potop‟              |                          | 4:17    |
| 4.  | „Noč kradljivaca‟    |                          | 4:14    |
| 5.  | „Zadnja avantura‟    |                          | 6:35    |
| 6.  | „Ostavi trag‟        | Janez Bončina/Dado Topić | 4:05    |
| 7.  | „Kanin‟              |                          | 4:10    |

| Bonus | Bonus                      | Bonus                     | Bonus   |
| Št.   | Naslov                     | Pisec                     | Dolžina |
| ----- | -------------------------- | ------------------------- | ------- |
| 8.    | „Prle upeco ribu‟          | Marijan Maliković         | 3:00    |
| 9.    | „Ljubav je prava stvar‟    |                           | 3:10    |
| 10.   | „Noč kradljivaca‟ (v živo) | arr. Tihomir Pop Asanović | 4:15    |

## Osebje

### Glasbeniki
September
- Janez Bončina Benč – solo vokal, kitara
- Tihomir Pop Asanović – klaviature
- Petar Ugrin – el. violina, vokal (1–7, 10)
- Čarli Novak – bas, vokal (1–7, 10)
- Braco Doblekar – tolkala, vokal
- Ratko Divjak – bobni (1–7, 10)
- Marijan Maliković – kitare (8, 9)
- Jadran Ogrin – bas, vokal (8, 9)
- Nelfi Depangher – bobni, vokal (8, 9)

Gostje v kompoziciji »Ostavi trag«
- Jernej Podboj - vokal
- Peter Čare - vokal
- Boris Šinigoj - vokal
- godalci Simfoničnega orkestra RTV Ljubljana

### Produkcija
- Tonski mojster: Miro Bevc
- Snemalec: Aco Razbornik
- Fotografija: Tone Stojko
- Oblikovanje: Janez Suhadolc